# 思寮县
思寮县，古县名。唐朝时始置，治所在今广西壮族自治区宜州市西南洛岩西。属桂州所领羁縻蕃州。宋朝时，属宜州所领羁縻蕃州，元朝时废。 